# ناثان أبيي
ناثان أبيي (بالإنجليزية: Nathan Abbey)‏؛ مواليد 11 يوليو 1978 في إنجلترا، هو لاعب كرة قدم إنجليزي. يلعب كحارس مرمى.

## روابط خارجية
- ناثان أبيي على موقع قاعدة بيانات كرة القدم.إي يو (الإنجليزية)
- ناثان أبيي على موقع Soccerbase.com (لاعب) (الإنجليزية)